# سیاوش در تخت جمشید
سیاوش در تخت جمشید فیلمی ۹۰ دقیقه‌ای به کارگردانی فریدون رهنما با اقتباس از شاهنامهٔ فردوسی و با بازی عباس معیری، مروا نبیلی ، مینو فرجاد و مارتا یمینی محصول سال ۱۳۴۶ کشور ایران است. این فیلم برنده «جایزه ژان اپشتاین» از جشنواره لوکارنو شد
این فیلم تنها به مدت چهار روز در سینما «بلوار» نمایش داده شد.

## خلاصه داستان
دو تیره در جنگند. سیاوش می‌کوشد که جنگ، پایان یابد. جنگی که مانع می‌شود مردمان خودشان باشند. اما اطرافیان سیاوش آرام نمی‌نشینند و با دسیسه‌ها و دروغ‌ها کار را به یک خونریزی مجدد می‌کشانند.

## عوامل تولید
- محصول: سازمان رادیو و تلویزیون ملی ایران (تل فیلم)
- کارگردان و تهیه‌کننده: فریدون رهنما
- فیلم‌نامه: فریدون رهنما (اقتباس از شاهنامه فردوسی)
- فیلم‌بردار: پطروس پالیان
- هنرپیشگان: عباس معیری، مینو فرجاد و مارتا یمینی
- طراح و سازنده صحنه و جامه‌ها: فریدون رهنما
- چهره پرداز: فریدون رهنما
- ۳۵ میلی‌متری. سیاه و سفید و رنگی